# Urfarne
Die Einteilung der Lebewesen in Systematiken ist kontinuierlicher Gegenstand der Forschung. So existieren neben- und nacheinander verschiedene systematische Klassifikationen. 
Das hier behandelte Taxon ist durch neue Forschungen obsolet geworden oder ist aus anderen Gründen nicht Teil der in der deutschsprachigen Wikipedia dargestellten Systematik.
Als Urfarne (Psilophytopsida; griechisch psilos = „nackt, kahl“) werden manchmal die ursprünglichen Gruppen der Gefäßpflanzen zusammengefasst.
Es ist die primitivste Gruppe der Gefäßsporenpflanzen, mit Urtelomen, völlig glatt oder mit Emergenzen, mit Proto- oder Actinostele. Echte Wurzeln fehlten. Die Sporangien standen einzeln und endständig oder in Ähren angeordnet, mit einer mehrschichtigen Sporangienwand, sie waren isospor. Sie entstanden vor rund 420 Millionen Jahren, im Ludfordium am Übergang vom Silur zum Devon, und waren schon im Oberdevon wieder ausgestorben. 
Da die Urfarne jedoch nicht näher miteinander verwandt sind, wurden sie später auf die drei Sippen Rhyniophyta, Trimerophytophyta und Zosterophyllophyta aufgeteilt.